# John Marshall
John Marshall (Germantown, Virginia; 24 de septiembre de 1755-Philadelphia, Pensilvania; 6 de julio de 1835) fue un abogado, juez, político, diplomático, legislador, estadista, jurista y militar estadounidense, líder del Partido Federalista. Fue Secretario de Estado de los Estados Unidos durante la presidencia de John Adams de 1800 a 1801.
Su labor y su figura fue muy destacada, por ocupar el cargo Presidente de la Corte Suprema de los Estados Unidos desde 1801 hasta su muerte en 1835, en el que se dio una gran transformación en el sistema jurídico y judicial, y procesos judiciales trascendentes como fueron: Marbury v. Madison en 1803, que pasa por ser la sentencia más famosa de la historia, conforme a la cual la función de los jueces es decir lo que es Derecho y en la que se dice -textualmente- que «una ley contraria a la Constitución es nula, y que los tribunales, además de los demás poderes, están sometidos a la Constitución», además, también se encuentran los casos McCulloch v. Maryland en 1819 y Cohens v. Virginia en 1821. Siendo el Juez Presidente con más tiempo en el cargo (34 años), y el cuarto con más tiempo en función de la corte.
Participó activamente en la Revolución Americana como parte de los esfuerzos para la Independencia de los Estados Unidos, estando presente durante la Guerra de Independencia, con tan solo 20 años se alistó en el Ejército Continental o Patriota, inspirado por la personalidad de George Washington, un amigo de su padre, quien fue una figura decisiva en la Revolución.

## Biografía

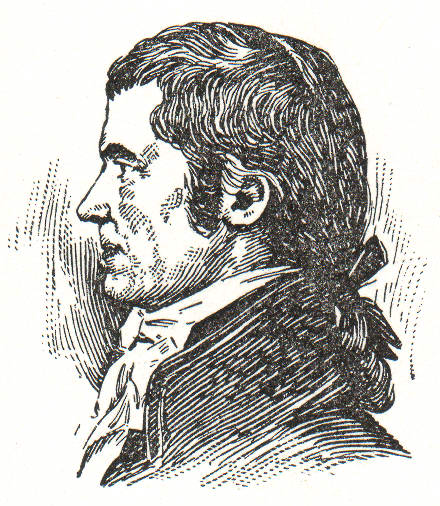
Boceto de John Marshall.

Nacido en el condado de Fauquier, el 24 de septiembre de 1755, su padre, Thomas Marshall, era un soldado y político de importancia en Virginia, y su madre, Mary Randolph Keith era familiar distante de Thomas Jefferson. Su familia mantenía un estatus social, religioso y político significante, a pesar de no tener una educación formal (ya que para la época era suficiente saber leer y escribir), su padre tenía amistades de importancia como era George Washington, persona por la que John sembró una gran admiración, lo que hizo que el joven, con 20 años, se alistara en el Ejército Continental, llegando primero al grado de teniente y después de capitán.
Terminando su carrera militar en 1780 para comenzar sus estudios de leyes en la universidad The College of William and Mary, en Williamsburg, Virginia, siendo la única formación educativa formal que el recibiría, donde también conocería a su futura esposa, Mary Willis Ambler. Al poco tiempo se mudaría de Frauquier al condado de Richmond, donde comenzaría a sesionar durante el período de 1782 hasta 1797, en el Virginia House of Delegates. Siendo reconocido Marshall por sus dotes intelectuales, imparciales y sus fuertes ideales sobre un gobierno federal, esto lo hizo rápidamente un miembro líder en la comunidad legal de Richmond, lo que llamó la atención al federalista John Adams. El 3 de enero de 1783, se casa con Mary Willis Amber, relación que concluyó cuando Mary fallece en 1831, fue una relación de 49 años. En 1788, fue encomendado por el estado a ratificar la constitución hecha en 1787, él era un poderoso defensor de la sustitución de los artículos de la Confederación con la Constitución.
A partir de 1797, comienza una etapa como diplomático en Francia, a petición de Adams, en el caso XYZ, en el cual los estadounidenses casi llegan a un conflicto bélico con los franceses por interceptar sus barcos rumbo a Reino Unido, y casi se comienza una guerra, al regresar fue recibido por un país entusiasmado por su decisión ante los franceses, al rehusarse a pagarle tributo a las autoridades, diciendo: «Millions for defense, but not one cent for tribute» (Millones para la defensa, pero ni un centavo para tributo), frase que fue usada como eslogan, aunque se dice que el verdadero autor de la frase fue el compañero de Marshall, Charles Cotesworth Pinckney. Adams le propuso trabajar en la Corte Suprema, pero Marshall declinó la oferta, y escogió ser otra vez candidato para la cámara de delegados de Virginia, donde volvió a ocupar un curul. Sin embargo, en mayo de 1800, sus funciones en la cámara se vieron interrumpidas cuando el presidente Adams lo propuso ante la cámara del congreso para formar parte de su administración como secretario de Estado, donde fue elegido unánimemente. Marshall había recibido muchas ofertas de trabajo de Washington y Adams, pero hasta el momento las había rechazado.

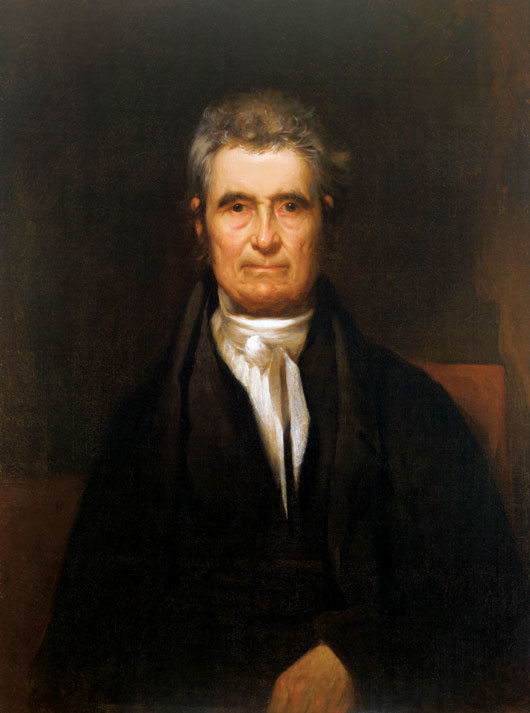
Retrato de John Marshall. (1801 - 1835)

## Juez Presidente de la Corte Suprema de Estados Unidos
En 1801, el presidente Adams le propone a Marshall, otra vez, que ocupe un puesto en la Corte Suprema. Fue confirmado por el Senado el 27 de enero y el 4 de febrero es juramentado para ejercer sus funciones de Juez Presidente. A pedido del presidente, continuó sirviendo como secretario de Estado hasta que el mandato de Adams expiró el 4 de marzo. Comenzando con una carrera que reconstruyó a los sistemas judiciales y jurídico, siendo además era un modelo de juez y siendo el denominado «Padre de la constitucionalidad» o «Padre del control de constitucionalidad». Jon Jay, el primer hombre en ocupar el cargo declinó la propuesta de presidente Adams, al afirmar que la corte carecía de «Peso, energía, dignidad y respeto», algo que después de Marshall es difícil de suponer o imaginar; entonces Adams buscó rápidamente a Marshall para que ocupara la vacante. El congreso estaba esperando la postulación del juez de Nueva Jersey, William Paterson, lo cual suponía un cambio dentro de la formación de la corte. De acuerdo con el senador de Nueva Jersey, Jonathan Dayton: el senado cedió finalmente «por temor a que otro no tan calificado y más repugnante en el banquillo, debería ser sustituida, y porque parecía que este caballero [Marshall] no se entere de su propia candidatura».

### Últimos años
John Marshall fallece el 6 de julio de 1835 en Filadelfia. Dos días después el 8 de julio, suena la Campana de la Libertad en la procesión del funeral de Marshall. El cuerpo de Marshall fue llevado a Richmond y enterrado con los restos de su esposa en el cementerio de Shockoe Hill.
Su muerte fue lamentada por la nación, pero su legado perdura.